# Новотроицкий завод хромовых соединений
Новотроицкий завод хромовых соединений (НЗХС) — предприятие в городе Новотроицке, специализирующееся на переработке хромовой руды.

## История
В 1956 году, после обнаружения геологами крупного месторождения в Актюбинской области, было принято решение о строительстве комбината по переработке хромовой руды и производству хромовых соединений. Проект предприятия был разработан Уральским государственным институтом по проектированию заводов основной химической промышленности. В 1959 году были заложены первые строения предприятия. Стройкой руководил трест «Орскметаллургстрой», позже переименованный в «Новотроицкметаллургстрой». 25 марта 1963 года было запущено производство на предприятии, а уже 6 апреля была отгружена первая готовая продукция — дихромат натрия.
В 1964 году было запущено производство бихромата натрия. А 31 марта того же года была совершенна первая поставка товара на экспорт — бихромат натрия был отправлен в Югославию. В 1968 году предприятием было освоено производство масляной краски на основе окиси хрома.
В семидесятые годы на предприятии было проведено перевооружение основных фондов. Также благодаря новым технологиям впервые в стране было начато производство фосфата хрома, которое было защищено тремя авторскими патентами. В августе 1976 года государственным Знаком Качества был отмечен сорт кристаллического бихромата натрия, в последующие годы высшую аттестацию получили также окись хрома марки ОХП-1, крон свинцовый желтый марки КЖ-2 (высший сорт), триоксихромат цинка, хромат цинка и калия, тетраоксихромат цинка и сернистый гранулированный натрий.
В восьмидесятых годах было освоено производство лакокрасочных товаров и эмалей. 2 октября 1992 года завод был преобразован в акционерное общество открытого типа «Новотроицкий завод хромовых соединений», а в 1996 году — в ОАО «Новотроицкий завод хромовых соединений». 26 августа 2000 года на предприятии впервые был выплавлен материал металлический хром, таким образом, помимо продукции химической отрасли завод вышел и в отрасль металлургии. В 2000 году Новотроицкий завод хромовых соединений вошёл в число ста крупнейших российских предприятий-экспортеров. На данный момент имеет в производстве ангидрид, хром металлический, окись хрома, натрий феррохром и многие другие виды химического и металло производства. Архивная копия от 10 января 2022 на Wayback Machine
В 2016 году в рейтинге крупнейших экспортеров Урала и Западной Сибири «Уральский экспорт-100» по версии журнала «Эксперт» НЗХС занял 21 место.На данный момент НЗХС имеет около 1 400 рабочих.